# Голям тръбонос
Големите тръбоноси (Murina leucogaster) са вид дребни бозайници от семейство Гладконоси прилепи (Vespertilionidae).
Видът е слабо изучен, тъй като е разпространен в отдалечени райони и с малка гъстота на популациите. Среща се в няколко откъснати гористи области в Азия - източните части на Индия, Югоизточна Азия, южен Китай до Корея и Япония. Достига 42-57 mm дължина на тялото.